# Gladiolus wilsonii
Gladiolus wilsonii là một loài thực vật có hoa trong họ Diên vĩ. Loài này được (Baker) Goldblatt & J.C.Manning miêu tả khoa học đầu tiên năm 1998.